# Запрошення до замку
«Запрошення до замку» (фр. L’Invitation au château) — п'єса французького драматурга Жана Ануя, написана 1947 року.
«Запрошення до замку» входить до списку робіт, які сам Ануй називав «рожевими п'єсами». Це комедійні твори, які мають щасливий фінал, проте не розв'язують трагічний внутрішній конфлікт. Іншими прикладами «рожевих п'єс» були «Леокадія» (1939), «Рандеву у Санлісі» (1937) та «Бал злодіїв».
Головними героями «Запрошення до замку» є близнюки Орас та Фредерік. Багата дівчина Діана закохана в жорстокого Ораса, але той відкинув її, тому дівчина вирішила вийти заміж за доброго Фредеріка. Орас запрошує до замку на бал молоду танцівницю Ізабеллу, яка має звабити Фредеріка, але та залишає Фредеріка байдужим і натомість закохується в Ораса.
В Україні «Запрошення до замку» ставила режисерка Тетяна Магар.